# مارتن سينسماير
مارتن سينسمير (بالإنجليزية: Martin Sensmeier)‏ هو ممثل أمريكي من أصل ألاسكي أصلي ولد في يوم 27 يونيو 1985 في أنكوريج في ألاسكا. بدأ التمثيل في سنة 2012، ومثل في مسلسل السبعة الرائعون. ينحدر والده من أصل ألماني تلينغيتي ووالدته من كويكي أثاباسكاني.